# あら汁

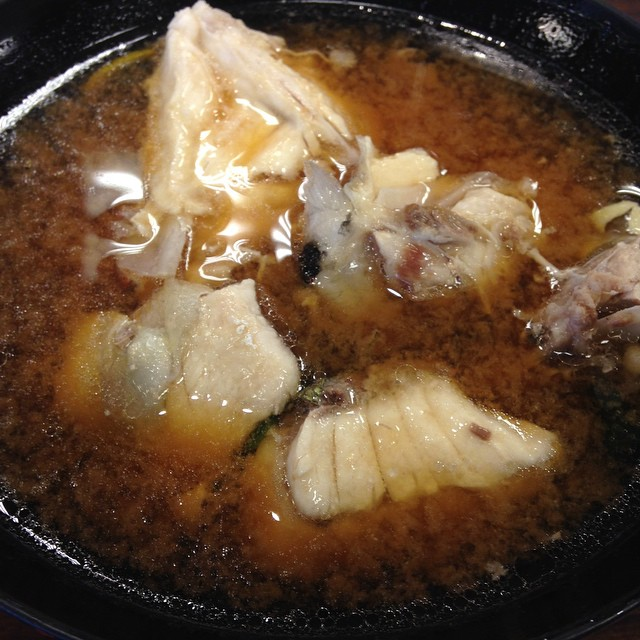
あら汁

あら汁（あらじる）は、魚を三枚おろしにした残りの部分、いわゆるアラを利用した汁物の総称。

## 概要
味付けは味噌、塩、醤油あるいは粕仕立てと制限は無く、アラ以外に加える材料も根菜を含む各種野菜、こんにゃく類、練り物および魚の身などとこちらにも制限は無い。ただし、地域によっては方言による呼称が存在しており、その名称で呼ばれる場合においては味付けや使用される具材に制限が存在することもある。

## 製法
基本的な調理手順は、ぶつ切りにしたアラを煮出して出汁を取り、根菜など火の通りにくい具材から加えていくと共に味付けを行い、全ての具材に火を通して出来上がりとなるが、同じアラを使用しても、下ごしらえ、味付け、具材の切り方等によって出来上がりは多様なものとなる。

## 使用される魚
小さい魚より、身がよくある関係から大型の魚が好まれて使われる場合が多い。一般的によく調理される魚としては、カンパチ、タイ、ブリなどがあげられる。
- カンパチ
- タイ
- ブリ
- 寒ダラ
- 鮭
- キンメダイ
- マグロ
- カワハギ

など

## 地域色
類似の郷土料理を以下に示す。
- 潮汁
- 宗谷鍋
- あど汁
- じゃっぱ汁
- ザッパ汁
- どんがら汁
- ぶり大根

他にも、関連したり似通った料理も多い
- 粕汁 - 魚のアラを使用する事もあり、味付けを酒粕を主（味噌を併用する事も多い）としたもの。
- あら炊き
- あら煮